# Carlos de Borja y Centellas
Carlos de Borja Centellas y Ponce de León (Gandía, 29 de abril de 1663 - Real Sitio de San Ildefonso, 8 de agosto de 1733) fue un clérigo español, abad de Alcalá la Real, obispo y cardenal, primer vicario general de todos los ejércitos del rey de España.

## Padres
Era el cuarto hijo del matrimonio de Francisco Carlos de Borja y Centellas, IX duque de Gandía, y de María Ponce de León.

## Vida
Entre 1669 y 1679 estudió en el Colegio Mayor de San Ildefonso de la Universidad de Alcalá, en la cual se doctoró en Derecho civil y canónico.
Habiendo sido destinado desde niño a la carrera eclesiástica, como sacerdote recibió numerosos beneficios: fue canónigo de la catedral de Toledo y arcediano de Madrid, vicelimosnero mayor del rey Carlos II, prior del monasterio de Santa María del Sar en Santiago de Compostela, abad de Alcalá la Real y de Santa Leocadia de Toledo.
En 1698 fue nombrado miembro del Consejo de Órdenes con el hábito de Alcántara.
Al ocupar Felipe V el trono de España recibió los nombramientos de sumiller de cortina y miembro del Consejo de Italia.
En 1701 acompañó al rey en los viajes a Barcelona y a Italia.
Durante la Guerra de Sucesión fue nombrado por el papa Clemente XI vicario general de todos los ejércitos del rey de España y arzobispo titular de Trebisonda.
Fue elevado al patriarcado de las Indias Occidentales en 1708 y creado cardenal en 1720 con el título de Santa Pudenciana. 
Continuó desempeñando importantes funciones eclesiásticas en la corte de Felipe V el resto de su vida, como la celebración de la boda real entre el futuro rey Luis I de Borbón en el palacio ducal de Lerma el día 20 de enero de 1722 con su prima, la conflictiva Luisa María Isabel de Orleáns. Su fallecimiento ocurrió el 8 de agosto de 1733, en el Palacio Real de la Granja.
Fue el primer gran alto cargo eclesiástico, que promovió la devoción de la Virgen de las Maravillas recién llegada a Cehegín en 1725 por toda España, promulgando cien días de indulgencia a quien le rezara una salve.